# Bassem Youssef

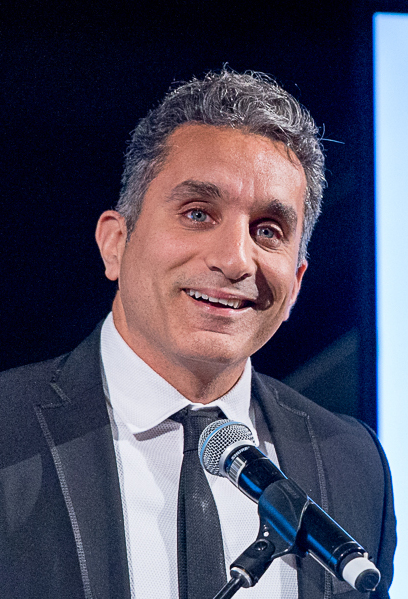
Bassem Youssef 2016 in London

Bassem Youssef oder Bassem Jussif (arabisch باسم يوسف, * 22. März 1974 in Kairo) ist ein ägyptischer Herzchirurg und Politsatiriker, der mit seinem satirischen Nachrichtenüberblick Al Bernameg im ägyptischen Fernsehen Millionen von Zuschauern erreichte.
Nach dem Sturz des islamistischen Präsidenten Mursi musste er eine Zwangspause einlegen, seine Scherze waren Militär und Medien zu heikel. Nach dem Sieg von Ex-Militärchef Abd al-Fattah as-Sisi bei der Präsidentschaftswahl 2014 trat Youssef aus Angst um seine persönliche Sicherheit aus dem Showgeschäft in Ägypten zurück.
Im Januar 2015 war Youssef für ein Semester am Harvard Institute of Politics der Harvard Kennedy School tätig.
Im März 2017 wurde sein Dokumentarfilm Tickling Giants veröffentlicht, der sich mit seiner Satiresendung in Ägypten beschäftigt.

## Leben
Im Zuge der Ägyptischen Revolution lud Bassem Youssef am 8. März 2011 seinen ersten Clip auf Youtube hoch. Youssef ertrug die Berichterstattung der staatlichen Medien nicht mehr, ab dem 25. Januar hatten die heftigsten Proteste seit Beginn der Präsidentschaft Mubaraks stattgefunden, am 11. Februar war der Diktator gestürzt worden, dennoch wurde in einer bizarren Fernsehsendung behauptet, die Demonstranten auf dem Tahrir-Platz würden nur tanzen, Unzucht treiben und Drogen nehmen, ohnehin seien alle Islamisten. Er produzierte zunächst von zuhause aus satirische Kurzfilme, die diese Berichterstattung der staatlichen Propaganda persiflierten:

„Ich erinnere mich noch genau daran, wie ich am 28. Januar 2011 die Demonstranten gesehen habe, die mit der Polizei aneinander gerieten. Zum ersten Mal in meinem Leben hab ich gesehen, wie eine riesige Menschenmenge uniformierte und bewaffnete Polizisten einfach zurückgedrängt hat. Die 18 Tage der Revolution hinterließen jedoch ein komisches Gefühl bei mir: Ich dachte Ägypten leide an Schizophrenie! Da gab es die ägyptischen Revolutionäre auf dem Platz... und es gab das Fernsehen. Wenn ich vom Tahrir Platz nach Hause gegangen bin, dann wollte das Fernsehen erzählen: Es gibt keine Revolution, das ist alles eine Verschwörung. Dahinter stecken CIA, Mossad, der Iran, die Hamas und die Hisbollah ... und Kermit der Frosch. Hätten sie den gekannt, auch ihn hätten sie noch schlecht gemacht.“

Bei seiner satirischen Entlarvung der Absurditäten im Staatsfernsehen orientierte sich Youssef an Fernsehformaten wie Jon Stewarts The Daily Show oder Stephen Colberts The Colbert Report aus den USA (von denen auch die heute-show inspiriert ist) und erreichte sehr schnell eine hohe Popularität, mit im Schnitt mehr als 300.000 Zuschauern pro Clip, einige wurden bis zu 17 Millionen Mal angeklickt. Nur sechs Monate später nahm ihn der – nach der Revolution entstandene – Privatfernsehsender „ONtv“ von Naguib Sawiris, ein erster Fernsehsender mit Kulturprogramm, unter Vertrag und er erhielt seine eigene TV-Show, die The B+ Show. Im November wechselte Youssef dann zum unabhängigen Privatfernsehsender CBC und seine Satiresendung heißt seitdem Al-Barnameg, was im Arabischen Das Programm bedeutet.
Innerhalb der nächsten beiden Jahre stieg Youssef zum größten Star des ägyptischen Fernsehens auf, durchschnittlich 40 Millionen Zuschauer schalteten dreimal die Woche ein, wenn er mit dem staatstragenden Gestus eines Nachrichtensprechers seinen Nachrichtenüberblick präsentierte. Die Show begann mit „Willkommen zum Programm: Das Programm“, dabei machte er sich nicht nur über das Militär, Politiker, das Staatsfernsehen oder religiöse Prediger, sondern auch über Führungsmitglieder der Muslimbruderschaft, der Präsident Mohammed Mursi entstammte, und über den ehemaligen Präsidenten selbst lustig. Youssef geht es jedoch nicht nur darum, sich über die Herrschenden lustig zu machen. „Ich will der Gesellschaft den Spiegel vorhalten und aufzeigen, welche Kultur dahinter steckt“, sagte er 2012 in einem Interview.
Zwar garantiert die neue, im Eilverfahren durchgedrückte, schariakonforme Verfassung von 2012 Meinungs- und Pressefreiheit, schränkt diese aber gleichzeitig wieder ein mit dem Verbot der Verunglimpfung des Präsidenten. Und offenbar legt Mursi das Gesetz so weit aus, dass auch Kritik an einzelnen Muslimbrüdern darunter fällt.
So begannen Verhaftungen als ein Feldzug der Muslimbrüder gegen ihre Kritiker und selbst die viel beachtete Oppositionszeitung Almasry Alyoum oder das Büro der Deutschen Presseagentur in Kairo erhielten Einschüchterungsanrufe aus dem Präsidentenbüro. Am 30. März 2013 ordnete der ägyptische Generalstaatsanwalt die Festnahme Youssefs an. Ihm wird Präsidentenbeleidigung, Islam-Verleumdung und Verbreitung falscher Behauptungen, die die öffentliche Ordnung gestört haben, vorgeworfen.
Von seinem Haftbefehl erfuhr Youssef aus den Medien. Aus seinem Termin am 31. März 2013 beim Staatsanwalt machte er ein großes Happening, er erschien mit einem albernen, übergroßen Hut, wie ihn Präsident Mursi bei einem Besuch in Pakistan trug, und twitterte eine Reihe von Sprüchen aus dem Büro des Staatsanwalts. Nach einer fünf-Stunden-Vernehmung durch die Staatsanwaltschaft wurde er (vorläufig) gegen eine Kaution in Höhe von 15.000 ägyptischen Pfund (umgerechnet 1.700 Euro) wieder auf freien Fuß gesetzt.
Youssef reagierte gelassen auf die Vorwürfe: „Wir sind doch nicht diejenigen, die den Islam beleidigen. Wir stellen nur jene bloß, die den Glauben missbrauchen und ihm mehr Schaden zugefügt haben als jeder sonst“, sagte er bereits am Abend zuvor in einem Fernseh-Interview.
Der Friedensnobelpreisträger und Oppositionsführer Mohammed el-Baradei kritisierte die Verhaftung Youssefs scharf. Über Twitter erklärte er, dass man ein solches Vorgehen nur von „faschistischen Regimen“ kenne. Es sei ein Zeichen für die Unsicherheit und die „Wagenburgmentalität“ der islamistischen Regierung. Seit die Muslimbruderschaft in Ägypten an der Macht ist, häufen sich Klagen gegen Kritiker der Regierung. Auch die Ägypten-Referentin der Menschenrechtsorganisation Amnesty International, Diana Eltahawy, äußerte sich besorgt. Binnen zwei Wochen seien 33 Aktivisten, Blogger und Politiker angeklagt worden. „Sie sind rechtlichen Schikanen durch die ägyptischen Behörden ausgesetzt, nur weil sie die Menschenrechtslage unter der Regierung kritisch sehen“, so Eltahawy.
Bereits im Jahr 2012 verurteilte ein Gericht in Kairo einen der bekanntesten Schauspieler in der arabischen Welt, den Ägypter Adel Imam, zu einer Geldstrafe und zu einer dreimonatigen Haftstrafe, weil er in einem Film und einem seiner alten Theaterstücke angeblich den Islam beleidigt haben soll.
Im November 2013 stoppte sein damaliger Sender Capital Broadcast Center (CBC) Youssefs Show wenige Minuten vor der geplanten Ausstrahlung. Im Februar 2014 startete er ein Comeback beim saudi-arabischen Sender MBC Masr. Die Deutsche Welle (DW) sicherte sich die Zweitverwertungsrechte. Am 2. Juni 2014 gab Bassem Youssef in einer Pressekonferenz in Kairos historischem „Cinema Radio“, dem Aufzeichnungsort seiner Sendung, bekannt, dass „der Show in ihrer aktuellen Form nicht erlaubt werde, in einem ägyptischen oder arabischen Kanal zurückzukehren“. Eine Woche zuvor hatte Abd al-Fattah as-Sisi die Präsidentschaftswahl gewonnen. Seit dem Militärputsch im Juli 2013 wurde Kritik an der Armee und ihrem früheren Chef al-Sisi kaum noch geduldet. Mit dem Seitenhieb auf die Situation in Ägypten: „Wir leben in den wundervollsten Jahren der Demokratie in Ägypten – und wer das nicht so sieht, dem soll die Zunge herausgeschnitten werden“, beendete Bassem Youssef seine Fernsehsendung in Ägypten.
Zusammen mit der Produzentin Sara Taksler der amerikanischen The Daily Show schuf Youssef zwischen 2015 und 2017 den Dokumentarfilm Tickling Giants, der die Ereignisse rund um ihn und seine Sendung in Ägypten festhält.

## Werke
- Revolution for dummies: laughing through the Arab Spring. New York 2017, ISBN 978-0-06-244689-3 (englisch).